# San Francesco Borgia
San Francesco Borgia, även benämnt San Francesco Borgia dei Gesuiti, är ett kapell i Rom, helgat åt den helige jesuitprästen Franciskus Borja (1510–1572). Kapellet är beläget i Jesuitordens generalkuria vid Borgo Santo Spirito i Rione Borgo.

## Historia
Jesuitordens generalkuria uppfördes åren 1927–1929 i Rione Borgo och ett kapell helgat åt Franciskus Borja konsekrerades i denna. Kapellet ritades av Giuseppe Gualandi. År 2012 utförde jesuitprästen och konstnären Marko Ivan Rupnik mosaiken Bebådelsen för kapellet.

### Webbkällor
- ”San Francesco Borgia – Cappella della Casa Generalizia dei Gesuiti” (på italienska). info.roma.it. Arkiverad från originalet den 26 september 2019. https://archive.today/20190926103147/https://www.info.roma.it/monumenti_dettaglio.asp?ID_schede=3402. Läst 26 september 2019.
- ”San Francesco Borgia dei Gesuiti” (på engelska). Churches of Rome Wiki. Arkiverad från originalet den 26 september 2019. http://archive.fo/WT9Qj. Läst 26 september 2019.